# Heberto Castillo

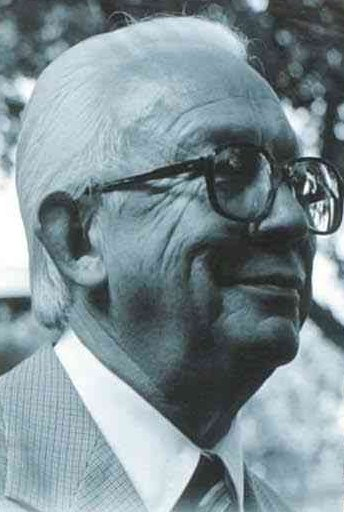
Heberto Castillo

Heberto Castillo Martínez (Ixhuatlán de Madero, 23 augustus 1928 – Mexico-Stad, 5 april 1997) was een Mexicaans politicus, activist en ingenieur. Castillo was een van de belangrijkste figuren binnen de centrumlinkse oppositie van Mexico in de tweede helft van de 20e eeuw.
Castillo was afkomstig uit de staat Veracruz. Hij studeerde civiele techniek aan de Nationale Autonome Universiteit van Mexico (UNAM). Hij werkte als hoogleraar, schreef verschillende boeken en vond de tridilosa uit.
In de jaren 50 werd Castillo politiek actief als criticus van de Institutioneel Revolutionaire Partij (PRI), die Mexico in die tijd vrijwel als eenpartijstaat regeerde. Hij steunde onder andere stakingen van spoorwegpersoneel (1959-1960), leraren (1958) en medici (1965). In 1968 steunde hij de studentenbeweging. President Gustavo Díaz Ordaz beweerde dat Castillo poogde een tegenregering op te richten en vaardigde een arrestatiebevel uit. Castillo wist zes maanden lang ondergedoken te blijven maar werd uiteindelijk opgepakt en tot een gevangenisstraf veroordeeld. In 1971 werd hij vrijgelaten.
Castillo zette zich vooral in om de linkse oppositie, verdeeld over splinterbewegingen en PRI-satellieten, te verenigen. Castillo was overtuigd sociaaldemocraat, en was een van de eerste politici uit de linkse oppositie in Mexico die de Sovjet-Unie als dictatoriaal systeem veroordeelde. In 1975 later richtte Castillo de Mexicaanse Arbeiderspartij (PMT) op. De PMT kon in 1985 voor het eerst aan de verkiezingen deelnemen, en Castillo won een zetel in de Kamer van Afgevaardigden. In 1987 verenigde de PMT samen met de Verenigde Socialistische Partij van Mexico (PSUM) in de Mexicaanse Socialistische Partij (PSM). Met de PSM was voor het eerst de democratisch-linkse oppositie in één partij verenigd. Castillo was presidentskandidaat voor de PSM in 1988 maar trok zich terug om de campagne van Cuauhtémoc Cárdenas te steunen, die uit de PRI was gestapt en een coalitie van linkse partijen aanvoerde. Na deze verkiezingen, die Cárdenas verloor na fraude, richtte hij samen met Cárdenas de Partij van de Democratische Revolutie (PRD) op.
Castillo deed in 1992 een gooi naar het gouverneurschap van Veracruz, maar haalde slechts 15% van de stemmen, In 1994 werd hij voor de PRD tot senator gekozen, maar maakte zijn termijn niet vol. In 1996 deed hij een gooi naar het voorzitterschap van de PRD, maar verloor de verkiezing aan Andrés Manuel López Obrador. Een jaar later overleed hij. Kort na zijn dood ontving hij de Eremedaille Belisario Domínguez.
- International Standard Name Identifier: 0000 0001 1058 3332
- Library of Congress Control Number: n81102814
- Système universitaire de documentation: 129888745
- Virtual International Authority File: 40701361
- WorldCat: E39PBJjt8kHtxxKJq8HyQg4Dv3